# Seks, piće i krvoproliće (2004.)
Seks, piće i krvoproliće hrvatski je dugometražni omnibus film iz 2004. godine. Tri redatelja režirala su tri različite priče u okviru jednog nogometnog derbija koji ih povezuje, pošto se radnja filma odvija se na dan derbija između Dinama i Hajduka.

## Glume
I. 
- Admir Glamočak
- Matko Fabeković
- Bogdan Diklić
- Ksenija Marinković

II. 
- Krešimir Mikić - Zlatko Snur
- Leon Lučev - Dražen Šivak
- Daria Lorenci

III. 
- Bojan Navojec
- Franjo Dijak
- Rakan Rushaidat
- Leona Paraminski
- Kristijan Potočki - Bad Blue Boy

## Kritike
Kritike filma su bile uglavnom pohvalne. Dean Šoša je zapisao:
"Omnibus sastavljen od tri nogometno povezane priče “Sex, piće i krvoproliće” nije bez mana, od kojih su neke gotovo imanentne ovom filmskom obliku, no u cjelini je riječ o vrlo pristojnom i sugestivnom djelcu. Čak su i Matićeva i Jurićeva priča puno bolje nego što sugeriraju kritike, no ukupnu četvorku filmu ipak ponajprije donosi čista petica koju je za svoju epizodu zaslužio Antonio Nuić. Sjajno napisana, odlično odigrana i još bolje režirana Nuićeva priča o četvorici kvartovskih momaka koji se okome na ženu jednoga od njih bolja je od bilo kojeg našeg recentnog dugometražnog djelca i najzanimljiviji je produkt hrvatske kinematografije još od vremena Dukićeve “Mirte…” i Salajeva “Vidimo se”.."

## Vanjske poveznice
- Seks, piće i krvoproliće u internetskoj bazi filmova IMDb-a